# 赌侠2之上海滩赌圣
《赌侠2之上海滩赌圣》是1991年上映的香港電影，由王晶執導、周星馳主演。本片的特别之處是女主角分别由巩俐和方季惟拍攝香港版與臺灣版，方季惟同时演唱粤语版和國語版插曲。

## 劇情
大軍（程東飾）自從上次被周星祖打敗後，返回中國大陸找其具有特異功能的師弟們，卻遇到從明朝穿越時空來到現代的太監（劉洵飾），最後由大軍一眾師兄弟制伏。
周星祖（周星馳飾）向賭神高進學賭術半年後學成回來香港，與三叔（吳孟達飾）回到周家祖屋。阿星在看電視時看到《上海灘》，隨口說丁力不知道是誰想出來的，三叔則說出丁力確有其人，還曾跟阿星的祖父、三叔的老爸周大福有過來往。周星祖一度認為周大福集團的創辦人就是他的祖父，但三叔則說他祖父是開叉燒包店的，並拿出周大福（吳孟達飾）跟阿星的祖母吳春天（吳君如飾）的照片證明。
隨後，阿星在閱讀法國賭神Pierre Cashon的傳記時向三叔說明這位賭神的生平，以及在書中最後輸給一個名為「今晚打老虎」的神秘人物後去世。此時大軍與其師兄弟剛好追至香港復仇，阿星一度遇上龍五（向華強飾）相救，隨後在阿星與大軍等人一起發功互抗下，產生時空倒流。阿星、他的三叔和大軍皆穿越時空回到過去。阿星醒來後發現自己身處野外，身邊只有龍五給他的手提式電話。在此時初次遇見了如夢（香港版由鞏俐，台湾版由方季惟飾）。
阿星在路上遇上打算自殺的周大福，一開始以為周大福是三叔，並責怪他為什麼變娘娘腔。後來看到周大福身上帶的報導許文強昨天遭打死的《申報》，才發現他從1991年的香港返回到1937年的上海。隨後兩人捲入替許文強報仇的丁力以及殺死許文強的雷老虎兩方之間的械鬥，阿星發現自己失去了近身戰的武功，卻無意中得到「隔山打牛」的能力，結果阿星用「隔山打牛」打死了雷老虎（陳龍飾），雷老虎的手下也接著遭到剛好趕到此地的丁力（呂良偉飾）及小菁（楊菁菁飾）打死。
丁力對阿星及周大福表示因為阿星幫他打死雷老虎，他願意幫他實現三個願望。阿星與周大福鬥嘴時不小心用了兩個願望（將周大福扔下窗，但隨後希望他長命百歲，以便救人一命）。在回答剩下的最後一個願望時，阿星說他想多要三個願望。此舉引起了丁力的欣賞，因為他認為貪心是人的原動力，還稱阿星有潛力成為新一代上海大亨。
隨後阿星與周大福兩人投靠丁力。並在許文強葬禮上遇見雷老虎之結拜兄弟黃金貴（龍方飾），以及市長（田豐飾）及其女如仙（香港版由鞏俐，台湾版由方季惟飾），然而阿星仍不知道如仙與如夢並非同一人。黃金貴在勸誘丁力與侵略中國的日本人合作失敗後，派埋伏的殺手襲擊眾人，阿星在槍戰中救了如仙。
在丁力賭場開張第一日，黃金貴勾結大東亞共榮圈的川島芳子（黃韻詩飾），打算讓丁力在賭場開張當天破產。川島芳子派出大軍大贏丁力的賭場人員，原本借酒消愁的阿星發現大軍，開心的要大軍與其返回1991年的香港，卻遭在這個年代過著好生活的大軍反嗆為什麼要回去領一個月一百幾十元人民幣度日？對大軍不肯合作激怒的阿星決定幫助丁力守住賭場，打敗了大軍。隨後川島芳子與丁力相約賭桌上定生死。
阿星對如仙對自己的冷淡不明就裡，在春天向周大福詢問之下才發現阿星喜歡的對象是如夢。之後春天約出如夢與阿星約會，在約會時阿星要春天幫他取個法國名字，春天則隨便回答法文Comment allez-vous。
如仙在家中發現其父與川島芳子的密談，得知原來市長亦與日本人勾結。在打算打電話揭發時遭黃金貴發現，如仙在與黃金貴爭執時遭黃金貴失手推下樓身亡，發現如夢存在的川島芳子則要求市長讓如夢假冒如仙。並派出大東亞共榮圈第一高手——姿五六郎（周比利飾）擊敗阿星，綁架了阿星及周大福。在日軍特務機構所在地-霞飛路76號中，川島芳子以威脅對如夢及三叔用刑要求阿星暗殺丁力。回到丁力住處打算暗殺丁力的阿星遭丁力識破，阿星只得坦白一切。對此丁力打算以自己人頭換取如夢及三叔生命，阿星則想到可以藉由丁力身上的事物來證明丁力已死。阿星在外製造了一場假爆炸，回76號向川島芳子拿出丁力的假牙證明丁力已死，然而遭到黃金貴識破。
在獄中阿星與周大福遇到三叔送飯，阿星痛罵三叔是漢奸走狗賣國賊；周大福則威脅三叔要閹掉自己。三叔才表示他與大軍到1937年時就落入川島芳子之手，三叔透露龍五給的電話可以打通。阿星問他打給誰，三叔回答打去問氣象。阿星生氣開罵叫他打給龍五，請龍五來救他們。三叔後來成功打通電話給龍五，請龍五到1937年的76號相救。阿星用特異功能催眠日軍守備打開牢門，在眼看失敗之際周大福成功用暴力擊暈守備打開牢門。在眾人逃亡之際再度遇上姿五六郎，阿星留下與姿五六郎單挑。結果在遭對方克制之際接到王局長（黃炳耀飾）打來要找龍五算帳（因龍五接到三叔電話後就偷走警局裝備到1937年）的電話，靠著王局長給的武功建議，阿星一一化解了姿五六郎的招式「霹靂追魂鎖」、「納爾遜氏鎖」、「鴛鴦乾坤紐紋鎖」。阿星並用王局長教的「奪命絞剪腳」（台灣版為「奪命剪刀腳」）擊敗了姿五六郎。
阿星一行人在逃亡中遭到日軍部隊包圍，所幸龍五帶著一群特種部隊及時趕到，擊敗了日軍。阿星則向龍五說明自己還需幫丁力贏得賭局，叫龍五與廣東特異功能協會於一小時後再度發功。回到賭局的阿星發現川島芳子將對手換成法國賭神Pierre Cashon，雙方各顯特異功能並且力盡。阿星在束手無策之際宣布要找「今晚打老虎」，但丁力則說他便是「今晚打老虎」。原來丁力曾經問過吳春天阿星有沒有外語名稱，春天則說他的外語名是comment-allez vous（音近粵語「今晚打老虎」）。
最後，阿星意外獲得受不了川島芳子的跋扈態度而決定倒戈大軍幫忙，並且贏得這場賭局。阿星並在賭局中賭黃金貴的人頭，而Pierre Cashon因賭輸而心臟病發身亡。窮途末路的黃金貴一度打算挾持如夢，卻反遭埋伏在如夢身後的小菁刺傷，最後黃金貴也惡有惡報遭丁力槍殺。
此時，廣東特異功能協會再度發功，然而阿星已失去特異功能無法感應。最後阿星獲得大軍再度發功相助，卻在阿星打算將如夢帶回1991年接受治療時，如夢發生衰老現象。大軍說明因如夢是不同時代，將如夢帶回去她會老死。阿星只得獨自回到1991年，而大軍則寧願留在1937年當大爺而不想回到現代。阿星臨走時並向丁力說出真正的最後願望：好好照顧如夢。
隔天阿星打算返回美國專心跟賭神研究賭術，忘記過去，並且決定不再泡妞。阿星認為今生今世都不會再談戀愛的時候突然一台跑車飛馳讓阿星和三叔被轉了好幾圈，發現車上的駕駛是綺夢，阿星高興著衝向綺夢而忘記他的目的了。

## 演員名單
| 演员                            | 角色          | 介紹 | 粵語配音      |
| 周星馳                          | 周星祖        | 「今晚打老虎」 三叔之侄 賭聖 賭神之徒弟 賭俠之師弟 綺夢之男友 喜歡如夢 丁力之友 周大福、吳春天之孫 王局長之鬥氣對象 龍五之友 大軍之敵人，後和好 Pierre Cashon之敵人 懂特異功能 因時空穿梭從1991年的香港回到1937年的上海 | 原聲          |
| 吳孟達                          | 三 叔         | 黑面蔡/黑仔達 周星祖之叔 周大福、吳春天之子 因時空穿梭從1991年的香港回到1937年的上海 被川島芳子挾持 | 原聲          |
| 吳孟達                          | 周大福        | 娘娘腔 金牌殺手 吳春天之夫 黑面蔡/黑仔達之父 周星祖之祖父 丁力之友 | 原聲          |
| 呂良偉                          | 丁 力         | 上海大亨 如仙之未婚夫 無線電視劇《上海灘》之角色 | 朱子聰        |
| 鞏俐（香港版） 方季惟（台湾版） | 如 仙         | 丁力之未婚妻 吳春天之友 市長之女 如夢之孿生姊姊 最後發現父親與黃金貴勾結而被其推下樓身亡 | 何錦華        |
| 鞏俐（香港版） 方季惟（台湾版） | 如 夢         | 喜歡周星祖 罹患腦膜炎，只有五歲的智商 市長之女 如仙之孿生妹妹 | 何錦華        |
| 向華強                          | 龍 五         | 周星祖之友 王局長之同事 周星祖之師高進的保鑣兼生死之交 偷走特異功能隊回1937年救周星祖 |               |
| 吳君如                          | 吳春天        | 周大福之妻 黑仔達之母 周星祖之祖母 | 曾慶珏        |
| 黃韻詩                          | 川島芳子      | 丁力、周星祖之敵人 黃金貴、Pierre Cashon之合作對象 利用大軍，後反目 |               |
| 程東                            | 大 軍         | 周星祖之敵人，後和好 懂特異功能 因時空穿梭從1991年的香港回到1937年的上海 用特異功能助周星祖回1991年 後出賣川島芳子，為丁力之下屬 最後決定留在1937年當大爺                                                               | 陳永信        |
| 龍方                            | 黃金貴        | 雷老虎之結拜兄弟 川島芳子之合作對象 殺害如仙 最後被丁力殺死 | 馮志輝        |
| 田豐                            | 市 長         | 如仙/如夢之父 漢奸，與川島芳子和黃金貴合作，後被黃金貴殺害 | 源家祥        |
| 楊菁菁                          | 小 菁         | 丁力的手下 | 陸惠玲/曾秀清 |
| 譚偉                            | 長 毛         | 丁力的手下 |               |
| 黃炳耀                          | 王局長        | 綽號：奪命鉸剪腳 | 盧雄          |
| 王晶                            | 警 員         | 王局長之下屬 | 陳永信        |
| 鄧泰和                          | 警 員         | 王局長之下屬 |               |
| 朱祖權                          | 警 員         | 王局長之下屬 |               |
| 周比利                          | 姿五六郎      | 川島芳子的手下 名字影射姿三四郎 |               |
| 張德榮                          | 大軍二師弟    | 其絕技可隔空移物 |               |
| 雷德偉                          | 大軍三師弟    | 其絕技可釋放火焰 | 朱子聰        |
| 張浚鴻                          | 大軍四師弟    | 其絕技可使人觸電 | 馮志輝        |
| 林迪安                          | 大軍五師弟    | 其絕技使目標人物產生幻覺 |               |
| 劉洵                            | 明朝太監      | （客串） 被大軍師弟的特異功能所影響產生幻覺的對象 |               |
| 陳龍                            | 雷老虎        | 丁力之敵人 殺害許文強 被周星祖的隔山打牛一拳打死 |               |
| 孫鏡鴻（Diego Swing）           | 天主堂的神父  | | 陳永信        |
| Declan Michael Wong             | Pierre Cashon | 法國賭神（客串） 被周星祖打敗 後心臟病發去世 | 陳欣          |
| 張敏                            | 綺 夢         | （客串） 周星祖之情人 |               |

## 主題曲
| 曲別   | 歌名                         | 作曲        | 作詞   | 演唱   |
| ------ | ---------------------------- | ----------- | ------ | ------ |
| 主題曲 | 《恨在今天再相遇》（粵語版） | 徐嘉良      | 潘偉源 | 方季惟 |
| 主題曲 | 《怨蒼天變了心》（台灣版）   | 徐嘉良      | 何厚華 | 方季惟 |
| 主題曲 | 《叉燒包》                   | Bob Merrill | 艾愛   | 徐小鳳 |

## 軼事

### 台湾特供版女主角問題
1991年，香港永盛公司開拍賭俠2上海灘賭聖，為保証各地票房收入，應對台灣當時封杀並禁止上映大陸演員影片之電影政策，不得不拍摄台湾特供版，首創一部片拍兩個版本的方式，兩個版本的男主角都是周星馳，其中女主角是鞏俐，為了保住台灣市場特別多拍個台灣版，並選中台灣歌手方季惟為女主角。

### 英文片名問題
本片的英文片名是「God of Gamblers Part III: Back to Shanghai」，即《賭神》第三集。這使得1996年才上映的《賭神3之少年賭神》只能翻譯成「God of Gamblers 3: The Early Stage」，因此有兩個「第三集」。

## 外部連結
- 開眼電影網上《赌侠2之上海滩赌圣》的資料（繁體中文）
- 豆瓣电影上《赌侠2之上海滩赌圣》的資料 （简体中文）
- 时光网上《赌侠2之上海滩赌圣》的資料（简体中文）
- 香港影庫上《赌侠2之上海滩赌圣》的資料（繁體中文）
- AllMovie上《赌侠2之上海滩赌圣》的资料（英文）
- 爛番茄上《赌侠2之上海滩赌圣》的資料（英文）
- 互联网电影数据库（IMDb）上《赌侠2之上海滩赌圣》的资料（英文）